# Rick Danko (álbum)
Rick Danko es el primer álbum de estudio del músico canadiense Rick Danko, publicado por la compañía discográfica Arista Records en diciembre de 1977. El álbum, grabado en los Shangri-La Studios de Malibú, incluyó diez canciones coescritas con Bobby Charles y Emmett Grogan y fue el primer álbum publicado por un miembro de The Band tras su ruptura un año antes. Alcanzó el puesto 119 en la lista estadounidense Billboard 200.

## Historia
Después de filmar The Last Waltz, el último concierto de The Band, Rick Danko se convirtió en el primer miembro del grupo en obtener un contrato discográfico en solitario. Danko fue contratado por Arista Records, una nueva compañía discográfica creada por Clive Davis, con el fin de publicar un disco en solitario. El álbum, titulado Rick Danko, fue grabado en los Shangri-La Studios de California y contó con la colaboración de una larga lista de músicos invitados, entre los cuales figuran Eric Clapton, Ron Wood, Joe Lala, Blondie Chaplin, Doug Sahm, Tim Drummond, Denny Seiwell y Jim Price. Además, fue el único disco de un miembro de The Band que contó con la colaboración de todos sus exmiembros: Garth Hudson tocó el acordeón en «New Mexico», Robbie Robertson tocó la guitarra en «Java Blues», Richard Manuel tocó el piano eléctrico en «Shake It» y Levon Helm cantó en «Once Upon a Time».

## Recepción
Tras su publicación, Rick Danko obtuvo buenas reseñas de la prensa musical. Robert Christgau escribió: «Un álbum más fuerte de lo que cabe esperar de The Band en este momento de la historia. El debut en solitario de Danko incluye una canción de ciudad más bruscamente concebida de lo que Robbie Robertson nunca jamás haya llegado con una canción y una canción de café más bruscamente concebida que... bueno, la categoría es poco más extensa. Además del clásico "Small Town Talk", una de las mejores canciones de amor de la década. Más otras cinco comunes». Charlie Dick, de la revista Q, escribió: «"What a Town" es una reminiscencia del bop dixieland fracturado de "Life is a Carnival" y "Ophelia", pero no alcanza la floja sensación de Levon Helm detrás de la batería. Con comparaciones inevitables, este disco ha resistido la prueba del tiempo mucho mejor que algunos de los últimos trabajos de The Band».
El álbum alcanzó el puesto 119 en la lista estadounidense Billboard 200, convirtiéndose en el único trabajo de Danko en entrar en una lista de discos más vendidos.

## Lista de canciones
| N.º | Título             | Escritor(es)              | Duración |  |
| 1.  | «What a Town»      | Rick Danko, Bobby Charles | 3:26     |  |
| 2.  | «Brainwash»        | Rick Danko, Emmett Grogan | 2:42     |  |
| 3.  | «New Mexicoe»      | Rick Danko, Bobby Charles | 4:05     |  |
| 4.  | «Tired of Waiting» | Rick Danko, Jim Atkinson  | 2:20     |  |
| 5.  | «Sip the Wine»     | Rick Danko                | 4:52     |  |
| 6.  | «Java Blues»       | Rick Danko, Emmett Grogan | 3:28     |  |
| 7.  | «Sweet Romance»    | Rick Danko, Emmett Grogan | 3:24     |  |
| 8.  | «Small Town Talk»  | Rick Danko, Bobby Charles | 2:58     |  |
| 9.  | «Shake It»         | Rick Danko                | 3:05     |  |
| 10. | «Once Upon a Time» | Rick Danko, Emmett Grogan | 2:41     |  |

## Personal
- Rick Danko: bajo, guitarra rítmica y voz
- Michael DeTemple, Doug Sahm, James Atkinson: guitarra
- Walt Richmond: piano
- James Gordon: órgano
- Denny Seiwell, Terry Danko: batería
- Ronnie Wood: guitarra en "What a Town"
- Blondie Chaplin: guitarra en "Brainwash", bajo en "Small Town Talk"
- Tim Drummond: bajo en "Brainwash" y "Java Blues"
- Eric Clapton: guitarra en "New Mexicoe"
- Garth Hudson: acordeón en "New Mexicoe"
- Rob Fraboni: percusión en "New Mexicoe" y "Shake It"
- Ken Lauber: piano en "Tired of Waiting", "Sweet Romance" y "Once Upon a Time"
- Joe Lala: percusión en "Tired of Waiting"
- Robbie Robertson: guitarra en "Java Blues"
- George Weber: órgano en "Sweet Romance" y "Once Upon a Time"
- Gerry Beckley: guitarra acústica "Shake It"
- Richard Manuel: piano Fender Rhodes en "Shake It"
- David Paich: sintetizador Moog en "Shake It"
- Levon Helm: coros en "Once Upon a Time"

## Posición en listas
| País           | Lista         | Posición |
| -------------- | ------------- | -------- |
| Estados Unidos | Billboard 200 | 119      |